# いなばタクシー
いなばタクシーは、鳥取県鳥取市に本社がある、タクシーを運行する事業者である。

## 歴史
- 1976年（昭和51年）10月 設立。
- 2008年（平成20年）10月1日 日ノ丸自動車のバス路線の一部（河原口 - 河原 - 中井農協前 - 神馬間、河原口 - 河原 - 佐貫 - 山上 - 小倉間の各一部便）をいなばタクシーの乗合タクシーに変更（ただし、一部便は日ノ丸自動車の乗合バスによる運行となる）。
- 2012年（平成24年）10月1日 乗合タクシー（河原口 - 河原 - 中井農協前 - 神馬間、河原口 - 河原 - 佐貫 - 山上 - 小倉間の各一部便）を日ノ丸ハイヤー・大森タクシーの運行に変更（ただし、一部便は日ノ丸自動車の乗合バスによる運行となる）。

## 各営業所（車庫）所在地
- 本社
  - 鳥取県鳥取市河原町谷一木1033-1
- 鳥取営業所
  - 鳥取県鳥取市吉成南町2丁目9-7

## 路線

### 乗合タクシー
乗合タクシーは乗合バスの代替として運行されているため、乗合バスの運賃が適用される（乗車券は日ノ丸自動車・日ノ丸ハイヤー・サービスタクシーと相互利用可能）。詳細な運行案内は#外部リンクを参照のこと。
- 河原口 - 河原 - 中井農協前 - 神馬
  - 予約制。日ノ丸自動車（乗合バス（予約不要））と共同運行。河原口または中井農協前で日ノ丸自動車の鳥取駅 - 市立病院 - 河原口 - 河原 - 中井農協前 - 北村線と接続。
- 河原口 - 河原 - 中佐貫 - 山上 - 小倉
  - 予約制。日ノ丸自動車（乗合バス（予約不要））と共同運行。河原口で日ノ丸自動車の鳥取駅 - 市立病院 - 河原口 - 河原 - 中井農協前 - 北村線と接続。